# 大林修子
大林修子（おおばやし のぶこ、1960年? - ）は、長野県松本市出身のヴァイオリン奏者。
3歳からスズキ・メソードにてヴァイオリンをはじめる。小学3 - 5年生の時、「スズキ・メソード・テン・チルドレン・ツアー」（ヨーロッパ・カナダ・アメリカ）に参加。小学6年生の時、子ども音楽コンクールで全国第1位、文部大臣賞。高校2年生から徳永二男に師事。1979年、東京芸術大学に入学、田中千香士に師事。1981年、第50回日本音楽コンクールで第3位、第26回文化庁海外派遣コンクールで松下賞。1982年、パガニーニ国際音楽コンクールで特別賞。1989年、NHK交響楽団に入団、現在、第2ヴァイオリン首席奏者。また、金昌国（フルート）主催「アンサンブル・オブ・トウキョウ」のコンサートマスター。室内楽の分野においても、 インゴ・ゴリツキー（オーボエ）、パウル・バドゥラ＝スコダ（ピアノ）らと活動などを行っている。